# Herbert Scheibner
Herbert Scheibner, né le 23 avril 1963 à Vienne, est un homme d'État autrichien membre de l'Alliance pour l'avenir de l'Autriche (BZÖ).
Il est ministre fédéral de la Défense nationale entre 2000 et 2003.

## Biographie

### Jeunesse et débuts en politique
Après avoir passé son Matura en 1982, il s'inscrit à l'université de Vienne. Il y étudie le droit et la gestion appliquée mais ne termine pas son cursus. Il s'engage au Parti de la liberté d'Autriche (FPÖ) dès 1983. En 1987, il est élu à l'assemblée d'arrondissement de Rudolfsheim-Fünfhaus.

### Ascension
Il commence à travailler en 1988, comme employé dans le secteur bancaire. En parallèle, il est désigné conseiller aux affaires scolaires et directeur de cabinet du secrétaire général du FPÖ. Il est désigné l'année suivante président fédéral des jeunes du parti (RFJ).
À l'occasion des élections législatives du 7 octobre 1990, il est élu à 27 ans député fédéral au Conseil national. Il démissionne alors de son mandat d'élu local. En 1992, alors qu'il a seulement 29 ans, le président fédéral du FPÖ Jörg Haider en fait son secrétaire général.
Après la tenue des élections législatives anticipées du 17 novembre 1995, il prend la présidence de la commission de la Défense nationale du Conseil national et la vice-présidence de la commission de l'Enseignement.

### Ministre fédéral de la Défense
À la suite des élections législatives du 3 octobre 1999, le FPÖ forme une « coalition noire-bleue » avec le Parti populaire autrichien (ÖVP). Le 4 février 2000, Herbert Scheibner, devenu président de son groupe parlementaire après le scrutin, est nommé à 37 ans ministre fédéral de la Défense nationale.
L'instabilité au sein du parti d'extrême droite amène à la convocation des élections législatives anticipées du 24 novembre 2002. Si la majorité au pouvoir est reconduite, son département ministériel revient à l'ÖVP. Il retrouve alors la présidence du groupe FPÖ, dont le nombre de députés a été divisé par trois.

### Rupture et création de la BZÖ
Également vice-président de la commission des Affaires étrangères, il participe en 2005 à la rupture avec le FPÖ, initiée par Haider et qui aboutit à la création le 3 avril de l'Alliance pour l'avenir de l'Autriche (BZÖ). Il est alors désigné pour la présidence du nouveau groupe parlementaire. Après les élections législatives du 1er octobre 2006, il devient vice-président du groupe BZÖ.
Il fonde en 2007 sa propre entreprise, Scheibner Business Development GmbH. Il est réélu une dernière fois député fédéral au cours des élections législatives anticipées du 28 septembre 2008. Il n'exerce plus aucune responsabilité au sein de son groupe parlementaire et reste vice-président de la commission des Affaires étrangères. Il est président par intérim de la BZÖ entre novembre 2008 et l'été 2009.
Il ne se représente pas aux élections de 2013 et quitte la vie politique.

### Vie privée
Il a été marié, deux enfants étant nés préalablement de cette union. Il vit depuis 2007 avec le mannequin tchèque Iveta Portelová, le couple ayant eu un enfant en 2011.